# Sisyra amazonica
Sisyra amazonica là một loài côn trùng trong họ Sisyridae thuộc bộ Neuroptera. Loài này được Penny miêu tả năm 1981.